# علم ميزوري
اعتمد علم ولاية ميسوري في يوم 23 أذار - مارس من سنة 1913. ويتكون علم ولاية ميسوري من ثلاثة أشرطة مرتبة بصورة أفقية بالألوان الأحمر، الأبيض والأزرق ويوجد في وسط العلم شعار الولاية محاط بشريط أزرق مكون من 24 نجمة بيضاء اللون خماسية الشكل.

## معنى العلم
الألوان الأحمر، الأبيض والأزرق تعكس خلفية الولاية التاريخية بكونها كانت جزء من لويزيانا الفرنسية (فرنسا الجديدة)
- الأحمر: يرمز إلى البسالة والشجاعة .
- الأبيض: يرمز إلى النقاء .
- الأزرق: يرمز إلى اليقظة والعدالة .
- ★ النجوم: تمثل النجوم 24 الموجودة في العلم والتي تحيط بشعار الولاية إلى أن ميسوري كانت الولاية رقم 24 في تاريخ انضمامها إلى الاتحاد الأمريكي .